# مزرعه مهدی آبادنو
مزرعه مهدی آبادنو یک روستا در ایران است که در بخش مرکزی شهرستان آباده واقع شده‌است.